# Рокби
«Рокби» (англ. Rokeby), в первом переводе на русский язык «Матильда Рокби» — поэма британского писателя Вальтера Скотта, опубликованная в 1813 году.

## Сюжет
Действие поэмы происходит во время английской революции XVII века. В центре запутанного сюжета вражда между двумя дворянами, сражающимися на стороне парламента. Поэма заканчивается свадьбой Матильды, дочери владельца замка Рокби, и пажа её отца.

## Создание и оценки
Вальтер Скотт написал «Рокби» в 1812 году. На тот момент он был автором трёх прославленных поэм («Песнь последнего менестреля», «Мармион», «Дева озера») и очень надеялся повторить успех. Писатель совершил поездку на место действия своего очередного произведения (в Тиздейл, принадлежавший его другу Мориту), чтобы максимально точно описать местность. В ходе работы он полностью убрал первую песню, так как она перестала ему нравиться.
«Рокби» увидел свет в январе 1813 года. Некоторые рецензенты заявили, что это лучшее произведение Скотта, совокупные продажи достигли огромных для той эпохи масштабов — 10 тысяч экземпляров. Однако этот успех был заметно более скромным, чем в случае «Девы озера». Виной тому было появление первых песен «Паломничества Чайльд-Гарольда» Джорджа Байрона. В дальнейшем снижение популярности поэм Скотта способствовало переходу писателя к прозе.
Один из литературоведов XX века Джон Бьюкен счёл сюжет «Рокби» слишком запутанным, но высоко оценил прорисовку характеров. По мнению Эндрю Лэнга, «Рокби» в целом уступает своим предшественникам, а его сюжет больше подходит для романа. Эдгар Джонсон назвал композицию поэмы в высшей степени новаторской, но признал, что Скотт не смог осуществить свой замысел в полной мере.

## Адаптации
Существует около 100 музыкальных адаптаций отдельных фрагментов поэмы. Русский композитор Михаил Глинка хотел создать оперу «Рокби», но эта идея осталась нереализованной. В 1814 году по мотивам поэмы был поставлен спектакль, в 1850 году состоялась премьера написанной на основе «Рокби» пьесы Джорджа Беннета «Возмездие, или Испытания любви».